# Цілинний сільський округ
Ціли́нний сільський округ (каз. Целинный ауылдық округі, рос. Целинный сельский округ) — адміністративна одиниця у складі Тимірязєвського району Північноказахстанської області Казахстану. Адміністративний центр та єдиний населений пункт — село Цілинне.
Населення — 184 особи (2021; 332 у 2009, 630 у 1999, 1233 у 1989).
Станом на 1989 рік існувала Цілинна сільська рада (села Дальнє, Цілинне).

## Склад
До складу округу входять такі населені пункти:
| Населений пункт | Старі назви | Населення, осіб (1989) | Населення, осіб (1999) | Населення, осіб (2009) | Населення, осіб (2021) |
| --------------- | ----------- | ---------------------- | ---------------------- | ---------------------- | ---------------------- |
| Дальнє, село    | -           | 231                    | -                      | -                      | -                      |
| Цілинне, село   | -           | 1002                   | 630                    | 332                    | 184                    |